# حكومة توفيق أبو الهدى الخامسة
حكومة توفيق أبو الهدى الخامسة هي الحكومة السادسة عشر في عهد إمارة شرق الأردن. شكّل توفيق أبو الهدى الحكومة في 19 مايو عام 1943 م، بتكليف من الأمير عبد الله الأول بن الحسين. وحلّت الحكومة في 14 أكتوبر 1944.

## أعضاء الحكومة
| الرقم | الإسم             | المهام الوزارية                       | ملاحظات |
| ----- | ----------------- | ------------------------------------- | ------- |
| 1     | توفيق أبو الهدى   | رئيسا للوزراء ووزيرا للخارجية والدفاع |         |
| 2     | شكري شعشاعة       | وزيرا للمالية والاقتصاد               |         |
| 3     | أحمد علوي السقاف  | قاضيا للقضاة ووزيرا للعدلية           |         |
| 4     | سمير الرفاعي      | وزيرا للداخلية والمعارف               |         |
| 5     | عبد الرحمن رشيدات | وزيرا للمواصلات                       |         |
| 6     | حنا القسوس        | وزيرا للتجارة والزراعة                |         |

في 30 أكتوبر 1943، أجري التعديل الأول على الحكومة كما يلي:
| الرقم | الإسم        | المهام الوزارية                  | ملاحظات |
| ----- | ------------ | -------------------------------- | ------- |
| 1     | سمير الرفاعي | وزيرا للمالية والاقتصاد والعدلية |         |
| 2     | محمد الأنسي  | وزيرا للداخلية والمعارف          |         |

في 13 يوليو 1944، أجري التعديل الثاني على الحكومة كما يلي:
| الرقم | الإسم            | المهام الوزارية             | ملاحظات |
| ----- | ---------------- | --------------------------- | ------- |
| 1     | سعيد المفتي      | وزيرا للمواصلات             |         |
| 2     | أحمد علوي السقاف | قاضيا للقضاة ووزيرا للمعارف |         |
| 3     | محمد الأنسي      | وزيرا للداخلية والعدلية     |         |